# 大都會北方鐵路
大都會北方鐵路（英語：Metro-North Railroad），簡稱Metro-North，是一個提供紐約上州與康乃狄克州的居民往返紐約市的通勤鐵路。鐵路連接紐約州的瓦塞克（Wassaic）、波基普希（Poughkeepsie）、傑維斯港（Port Jervis）與春谷（Spring Valley）以及康州的紐坎楠（New Canaan）、丹伯里（Danbury）、沃特伯里（Waterbury）與紐黑文。
大都會北方鐵路是紐約大都會運輸署所管理營運，並將之稱為。在2002年10月時，大都會運輸署宣布未來將計劃將大都會北方鐵路與長島鐵路，並稱為。

## 路線

运行线路图

大都會北方鐵路的路線主要以哈德遜河為界分為兩部份。

### 哈德遜河以東
哈德遜河以東的部份有三條路線，各為哈德遜線、哈林線、以及纽黑文线，而這三條線都是以大中央車站為終點站。纽黑文线另有三條支線，各為紐坎楠支線、丹伯里支線、以及渥特伯里支線。美鐵也使用哈德遜線與紐黑文線提供前往紐約上州奧本尼以及麻州波士頓的城際列車服務，不過美鐵在紐約市的停靠站為賓夕法尼亞車站，而非大中央車站。哈德遜線與哈林線以前為紐約中央鐵路系統的一部分，而紐黑文線及其支線為紐約紐海芬及哈特福鐵路的一部分。
| 路綫 | 路綫     | 總站       | 總站                   | 路線長度      |
| ---- | -------- | ---------- | ---------------------- | ------------- |
|      | 哈德遜線 | 大中央車站 | 波基普西火車站         | 約119km       |
|      | 哈林線   | 大中央車站 | 瓦塞克火車站           | 約132km       |
|      | 紐黑文線 | 大中央車站 | 紐黑文聯合車站(大部分) | 約119km(主線) |

### 哈德遜河以西
哈德遜河以西的兩條路線是由紐澤西的霍博肯總站發車，由於哈德遜河以西的路線絕大部份是位於紐澤西州境內，所以這兩條路線是與新泽西公共交通公司合作，並且主要是由紐澤西捷運公司來營運。這兩條路線為傑維斯港線以及帕斯卡克谷線，而過去都是屬於伊利鐵路的系統之下。
| 路綫 | 路綫         | 總站       | 總站           | 路線長度 |
| ---- | ------------ | ---------- | -------------- | -------- |
|      | 傑維斯港線   | 霍博肯總站 | 傑維斯港火車站 | 約141km  |
|      | 帕斯卡克谷線 | 霍博肯總站 | 春谷火車站     | 約50km   |